# Rogers (Nebraska)
Rogers – wieś w Stanach Zjednoczonych, w stanie Nebraska, w hrabstwie Colfax.